# Craig (Kolorado)
Craig – miasto w Stanach Zjednoczonych, w stanie Kolorado, siedziba administracyjna hrabstwa Moffat.